# Lundehus Sogn
Lundehus Sogn er et sogn i Holmens og Østerbro Provsti (Københavns Stift). Sognet ligger i Københavns Kommune; indtil Kommunalreformen i 1970 lå det i Sokkelund Herred (Københavns Amt). I Lundehus Sogn ligger Lundehus Kirke.
I Lundehus Sogn findes flg. autoriserede stednavne: